# خليفة الغويل
خليفة الغويل، سياسي ليبي. وهو بمقام رئيس الوزراء للمؤتمر الوطني العام الجديد، مجموعة تدعي أنها الاستمرار الشرعي للبرلمان الليبي السابق في طرابلس.

## حياته السياسية
قبل 31 مارس 2015، شغل الغويل منصب نائب أو مساعد لعمر الحاسي، رئيس الوزراء للحكومة في طرابلس المتنازع عليها. بعد أن أقيل الحاسي كرئيس من المؤتمر الوطني العام، الغويل تصدر للعمل كرئيس وزراء لشهرٍ واحد، مؤقتًا.